# Działania powietrznodesantowe

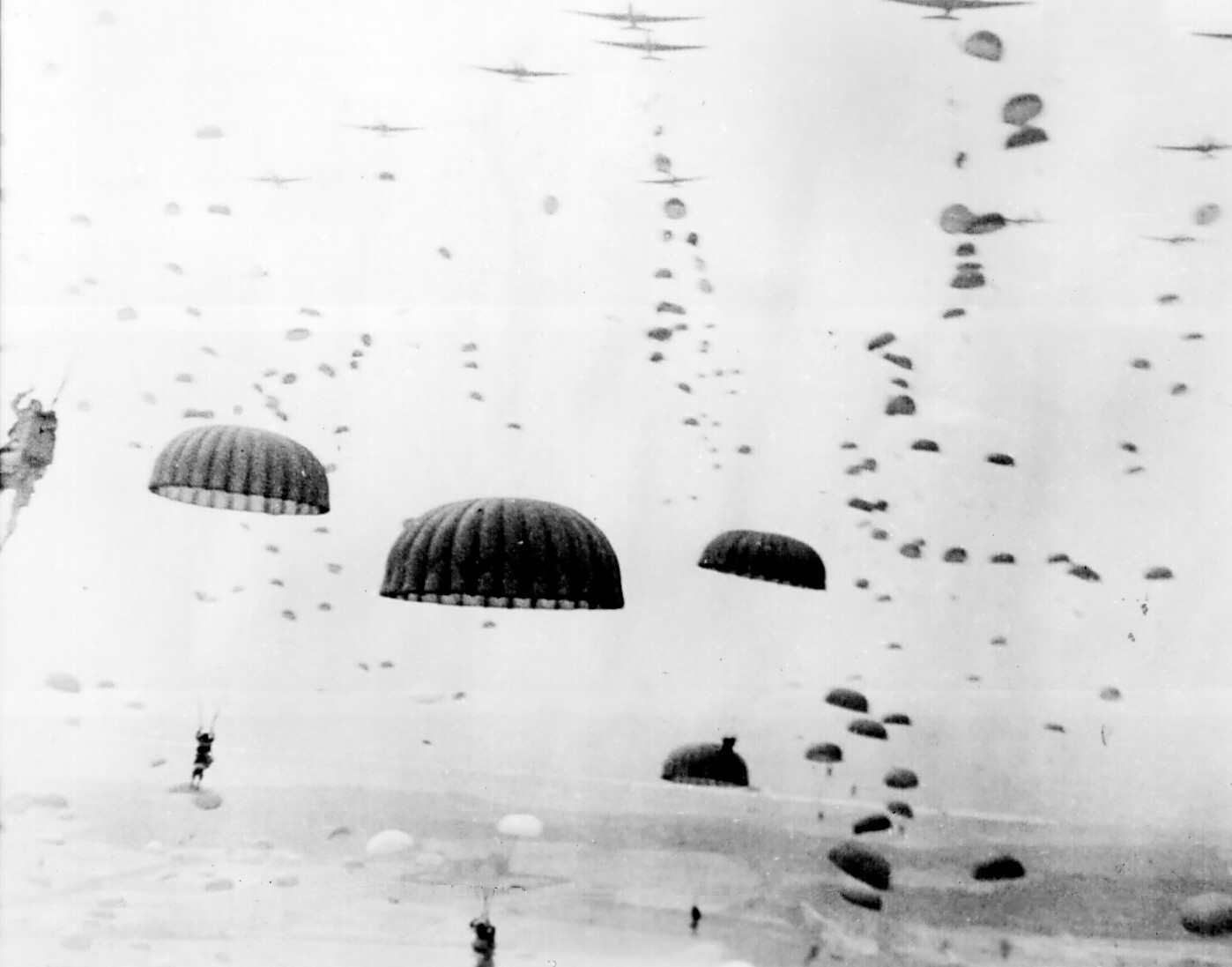
Operacja Market Garden, największa operacja powietrznodesantowa w historii

Działania powietrznodesantowe – rodzaj działań bojowych obejmujących desantowanie oraz przemieszczanie zgrupowań lądowych drogą powietrzną. 
Działania tego typu charakteryzują się dużą dynamiką, elastycznością i precyzją działania. Ich powodzenie zależy w dużej mierze od zachowania ścisłej tajemnicy, posiadania przewagi w powietrzu oraz osiągnięcia zaskoczenia przeciwnika. Mogą być prowadzone niezależnie lub wspólnie z wojskami działającymi na lądzie.

## Charakterystyka działań
Czynnikiem szczególnej wagi, mającym bezpośredni wpływ na tego rodzaju działania jest rozpoznanie ugrupowania bojowego przeciwnika, jego zdolności bojowej i zamiarów w strefie zrzutu lub w strefie lądowania oraz w bezpośredniej bliskości obszaru (rejonu).
Podstawowe rodzaje zadań
- opanowanie i utrzymanie ważnych obiektów
- izolacja rejonu;
- rajdy powietrzne

Cechy działań powietrznodesantowych
- ograniczona jest ich manewrowość na lądzie. Może ona być poprawiona dzięki pojazdom, które mogą być dostarczone w ramach zrzutu ciężkiego sprzętu lub przy użyciu śmigłowców
- czas trwania działań ograniczony jest, ponieważ jednostki powietrznodesantowe szybko tracą zdolność do prowadzenia działań, wymagana jest ich zamiana lub wzmocnienie przez jednostki innych rodzajów wojsk
- ze względu na ograniczone możliwości ogniowe szczególną rangę zyskuje bezpośrednie wsparcie lotnicze

Ograniczenia
- zasięg samolotów
- wrażliwość na uderzenia
- trudności w zachowaniu żywotności

## Działania oddziałów powietrznodesantowych
Realizujące działania powietrznodesantowe wojska powietrznodesantowe to specyficznie zorganizowane, wyposażone i szkolone oddziały i pododdziały wchodzące na pole walki metodą zrzutu dla opanowania obiektów lub do prowadzenia innych działań. Umożliwiają dowódcy dużą elastyczność działań i pomagają mu pogłębić ich obszar. Zagrożenie ich użyciem zmusza przeciwnika do wydzielenia sił w celu przeciwstawienia się temu działaniu.
Wojska powietrznodesantowe mogą być użyte do:
- zbierania informacji na terytorium opanowanym przez przeciwnika;
- prowadzenia rajdów na stanowiska dowodzenia, stanowiska wsparcia ogniowego, linie komunikacyjne, obiekty administracyjne i logistyczne;,
- opanowania i utrzymania ważnego terenu do czasu połączenia się z wojskami lądowymi;
- wzmacniania okrążonych wojsk lądowych;
- prowadzenia ataku na tyły przeciwnika lub do odcinania jego odwodów w połączeniu z działaniami zaczepnymi innych wojsk lądowych;
- osłony skrzydeł lub prawdopodobnych kierunków podejścia przeciwnika;
- tworzenia psychozy strachu na tyłach przeciwnika.